# Bogudzienka
Bogudzienka (biał. Багудзенка, Bahudzienka; ros. Богуденка, Bogudienka) – wieś na Białorusi, w obwodzie grodzieńskim, w rejonie nowogródzkim, w sielsowiecie Walówka.
Dawniej folwark. W dwudziestoleciu międzywojennym wieś leżała w Polsce, w województwie nowogródzkim, w powiecie nowogródzkim.